# Ison Mustafoev
Ison Murtasaevitsch Mustafoev (* 20. Januar 1954 in der Provinz Qashqadaryo) ist ein usbekischer Diplomat.

## Leben
Im Jahr 1976 schloss er das Pädagogische Institut Moskau als Lehrer für Deutsche Sprache und Literatur ab. Von 1976 bis 1985 arbeitete er als Lehrer am Taschkenter Institut für Fremdsprachen. Es folgte von 1985 bis 1987 eine Tätigkeit als Referent in der Gesellschaft für Freundschaft mit fremden Ländern. 1987 bis 1989 war er als Experte einer Fachabteilung in Taschkent tätig.
Im Jahr 1989 wurde er erster Sekretär im diplomatischen Dienst der Usbekischen Sozialistischen Sowjetrepublik. 1992 und 1993 arbeitete er als stellvertretender Abteilungsleiter für Wirtschaftsfragen und zwischenstaatliche Beziehungen im usbekischen Außenministerium. Es folgte von 1994 bis 1995 ein Einsatz als dritter Sekretär am usbekischen Generalkonsulat in Frankfurt am Main. In der Zeit von 1996 bis 1998 war er als Berater an der usbekischen Botschaft in Bonn in Deutschland beschäftigt. Von 1998 bis 2001 hatte er das Amt als stellvertretender Außenminister Usbekistans inne. 2001 bis 2003 übernahm er die Funktion als stellvertretender Vorsitzender des Nationalen Sicherheitsdienstes Usbekistans, bis er im Jahr 2003 Botschafter seines Landes in Deutschland mit Sitz in der Usbekischen Botschaft in Berlin wurde. 
2005 kehrte er nach Usbekistan zurück und übernahm wieder die Funktion als stellvertretender Außenminister Usbekistans. 2007 wurde er Botschafter in Belgien, Luxemburg und den Niederlanden sowie usbekischer Missionsleiter bei der Europäischen Union und der NATO.

## Persönliches
Ison Mustafoev ist verheiratet und Vater zweier Kinder. Er spricht Dari, Deutsch, Englisch und Russisch.